# بريانكا ناير
بريانكا ناير هي ممثلة هندية، ولدت في 30 يونيو 1985 في الهند.

## وصلات خارجية
- بريانكا ناير على موقع IMDb (الإنجليزية)
- بريانكا ناير على موقع قاعدة بيانات الفيلم (الإنجليزية)